# セイシュン・ダーツ
セイシュン・ダーツは、青木泰寛（あおき やすひろ）と野田幸宏（のだ ゆきひろ）による漫才、お笑いコンビである。
2003年結成。マセキ芸能社所属。かつてのコンビ名は『青春ダーツ』（せいしゅんダーツ）だったが、2014年1月28日に東京・渋谷の『J-POP CAFE』で行われたトークライブ『青春ダーツのたまには褒めて下さいよ。』において改名を発表。マネージャーが「伸び悩んでいる」として改名を提案し、占いで旧コンビ名は「波瀾万丈」という運勢が出たため、人気が出る画数として新コンビ名に『セイシュン・ダーツ』を選び、以後はこのコンビ名で活動している。
第6回 漫才新人大賞、第10回 漫才新人大賞　決勝進出。
2018年3月5日に解散。

## メンバー

### 青木 泰寛
（あおき やすひろ、1984年8月14日（41歳） - ）
本名:青木 泰宏（あおき やすひろ）。
『青春ダーツ』時代の芸名は『田中 泰宏』（たなか やすひろ）だったが、両親の離婚のため運気を上げるためにコンビ名改名と同時に改名。
- 東京都出身。ツッコミ担当。
- テレビドラマにおいても、『マイ☆ボス マイ☆ヒーロー』（日本テレビ　瀬川保役・セリフあり）、『セクシーボイスアンドロボ』（日本テレビ）、『のだめカンタービレ』（フジテレビ　セリフありエキストラ）等に出演していた。
- 大のプロレス好き。プロレストークライブ 「プロレス者の集い」のメンバーにも名を連ねている[3]
- 熱狂的な格闘技ファンとして、定期的にファンイベントの開催、格闘技興行のMCなどに参加している。

### 野田 幸宏
（のだ ゆきひろ、1982年6月23日（43歳） - ）
- 福岡県出身。ボケ担当。
- 解散後はマセキを退社、フリーとして元「ちょむ&マッキー」のちょむと共に「かわはぎタンクトップ」を結成。2022年に解散。[4]
- 現在は『野田幸宏の相方に求める10の条件』、『ジョッキーランキング』に出演するほか、イラストレーターとしても活動
- LINEのクリエイターズスタンプでは『PANDAPON』、『KAMIGATA』、『NODANOKAO』を発売している。

## ネタ
- 芸風は漫才。青木が「僕、○○になりたいんだけど」等と振って、それを試してみるというコントに突入するスタイル。
- 掴みのギャグは青木の「・・・ちょっと待って、誰？僕のこと○○って言ったの」。○○には消しゴム、缶詰、オー・ザックなどが入る。

## 出演

### TV
- 爆笑オンエアバトル（NHK）
- 爆笑レッドシアター（フジテレビ） - 2010年8月25日『ホワイトシアター』
- 鶴瓶大新年会（フジテレビ）　野田のみ
- 爆笑ヒットパレード（フジテレビ）
- ロンドンハーツ（テレビ朝日）　野田のみ
- ぷっすま（テレビ朝日）　野田のみ
- ウチのガヤがすみません!（日本テレビ）
- 日テレポシュレ（日本テレビ）
- 深夜の日テレポシュレ（日本テレビ）
- ポシュレデパート深夜店・初売りスペシャル（日本テレビ）
- PON!- 数打ちゃPON!（日本テレビ）
- くちコミ☆ジョニー!（日本テレビ）
- しゅくだい（日本テレビ）　野田のみ
- ショーバト!（日本テレビ）- 2010年7月6日『ミニバト!』、風船を割っての演奏で「幸せなら手をたたこう」を歌う
- 内村さまぁ〜ず（TOKYO MX・ミランカ→ E!TV内さま.com）
- モバタレGREAT（日本テレビ）
- 週末にしたい10のこと（日本テレビ）
- ハロモニ@（テレビ東京、2008年3月23日）MouTube
- 芸能BANG（日本テレビ）
- お笑いネクストブレーカー（BSフジ/ニッポン放送）
- EXD44（テレビ朝日）
- ピラメキーノ（テレビ東京）
- ハッピーMusic（日本テレビ）
- 竹山先生（テレビ東京）
- 特捜警察ジャンポリス（テレビ東京）
- あらぶんちょ!（TCN、文京区民チャンネル・マイチャンネルあらかわ・インフォメーションチャンネル（千代田区））
- パチってる場合ですよ!　野田のみ
- 爆笑トライアウト（NHK総合） - 2009年10月4日
  - 会場審査は9位（229TP）、視聴者投票は8位（331票）。
- ときめきサンデー（TOKYO MX）
- どうなる？（TOKYO MX）　野田のみ
- ナイツのHIT商品会議室（千葉テレビ放送、2013年7月 - 8月）当該期間、「永遠のマンスリーゲスト」として出演
- ワンフィフティーズ（とちぎテレビ）

### ドラマ
- オトメン（乙男）〜夏〜（フジテレビ）- 2年A組の生徒 役
  - オトメン（乙男）〜秋〜（フジテレビ）
- まるまるちびまる子ちゃん（フジテレビ）
- ショカツの女（テレビ朝日）
- マイ☆ボス マイ☆ヒーロー（日本テレビ）
- セクシーボイスアンドロボ（日本テレビ）
- のだめカンタービレ（フジテレビ）
- 法廷のドラゴン 第4話（2025年2月7日、テレビ東京）（青木）[5]
- なんで私が神説教 第7話（2025年5月24日、日本テレビ） - 水道工事作業員 役[6]（青木）
- 誘拐の日 第2話・第7話（2025年7月15日・8月19日、テレビ朝日） - 被害者の男 役[7]（青木）

### CM
- ミツカンCM「お鍋のうた（よなべ）」篇（2007年）野田のみ
- アコム漫才（ACOM LAND）

### ラジオ
- ラジズレオヤジの常識（ラジオ日本）野田のみ
- ラジズレ東京タワー（ラジオ日本）野田のみ
- たまなび（文化放送）
- オフもわいわい!ジャイアンツナイター（ラジオ日本） - 水曜担当パーソナリティー
- 笑ってE-じゃん！（ラジオ日本）
- レインボータウン（FM放送）
- ラジオ・チャリティ・ミュージックソン（ニッポン放送）

### インターネット
- NE=Talking（ネットーキング）（e-Radio FM南青山、毎週水曜日）田中のみ、タボンの渡部千春と出演
- 溜池Now（GyaO）「ギザ細かすぎて伝わらない アニメものまね選手権」
- goingマセキway（GyaOジョッキー）
- みんなの願いを叶えたい!(あっ!とおどろく放送局)
- あっ!と生忘年会2009（あっ!とおどろく放送局）
- もっとみんなの願いを叶えたい!ゆく年くる年SP 2009〜2010（あっ!とおどろく放送局）
- ジョッキー年末特番2016 一夜限りの復活!GYAOジョッキー（ニコジョッキー）
- ジョッキー7周年記念2時間特別番組 勝ちたくない戦いがそこにある!?裏大喜利王決定戦（ニコジョッキー）　野田のみ
- 渉のムチャレンジ（ニコジョッキー）　野田のみ
- thursday@TV（@TV）
- 芸人ニコ電バトル～青春ダーツの挑戦～（ニコニコ生放送）
- プロレスのグルメ（インフォニア「プロレスTIME」）2016年3月1日[8] - 2016年5月31日。青木のみ。
- プロレス日記（リアルクロス「プロレスTODAY」）2016年7月4日[9] - 2016年7月25日。青木のみ。
- 野田汁（ニコジョッキー）第ニ火曜日　野田のみ
- ジョッキーランキング（ニコジョッキー）第二月曜日　野田のみ
- ノダくんとコハラくんのウキウキマンモス（ニコジョッキー）

### ライブ
- 「twlレッスルプラネット」（2016年7月26日-、中野スタジオtwl） - MC（青木のみ）[10]
- 「ストロングトークLIVE」（2016年10月28日、渋谷ロフトプラス9）- 司会（青木のみ）
- 「青春ダーツのたまには褒めて下さいよ」